# Шато Шенон Кампањ
Шато Шенон Кампањ (фр. Château-Chinon-Campagne) насеље је и општина у источном делу централне Француске у региону Бургоња, у департману Нијевр која припада префектури Шато Шенон (град).
По подацима из 2011. године у општини је живело 604 становника, а густина насељености је износила 21,28 становника/km². Општина се простире на површини од 28,39 km². Налази се на средњој надморској висини од 500 метара (максималној 655 m, а минималној 337 m).

## Демографија
| 1962. | 1968. | 1975. | 1982. | 1990. | 1999. | 2011. |
| ----- | ----- | ----- | ----- | ----- | ----- | ----- |
| 671   | 774   | 735   | 732   | 710   | 683   | 604   |

График промене броја становника у току последњих година